# Bruselátor

Nahoře: Bruselátor v nestabilním režimu (A=1, B=3): Systém se limitně blíží uzavřené křivce.
Dole: Bruselátor ve stabilním režimu (A=1, B=1,7): Pro B<1+A^{2} je systém stabilní a blíží se pevnému bodu

Simulace bruselátoru jako reakčního difuzního systému ve dvourozměrném prostoru

Bruselátor (anglicky Brusselator) je teoretický model popisující konkrétní případ autokatalytické reakce. Tento model byl navržen Iljou Prigožinem na Université Libre de Bruxelles. Pojmenování bruselátor vzniklo složením názvu města Brusel a oscilátor.
Model popisuje systém charakterizovaný rovnicemi
{\displaystyle \mathrm {A} \rightarrow \mathrm {X} }
{\displaystyle 2\mathrm {X} +\mathrm {Y} \rightarrow 3\mathrm {X} }
{\displaystyle \mathrm {B} +\mathrm {X} \rightarrow \mathrm {Y} +\mathrm {D} }
{\displaystyle \mathrm {X} \rightarrow \mathrm {E} }
Za předpokladu, že A a B jsou ve vysokém nadbytku, lze jejich koncentraci považovat za konstantní a psát rychlostní rovnice
{\displaystyle {\frac {\mathrm {d} [\mathrm {X} ]}{\mathrm {d} t}}=\mathrm {[A]+[X]^{2}[Y]-[B][X]-[X]} }
{\displaystyle {\frac {\mathrm {d} [\mathrm {Y} ]}{\mathrm {d} t}}=\mathrm {-[X]^{2}[Y]+[B][X]} }
Rychlostní konstanty byly pro jednoduchost položeny rovny jedné.
Bruselátor má stacionární bod {\textstyle \mathrm {[X]=[A]} ,\mathrm {[Y]={\frac {[B]}{[A]}}} }, který je pro {\textstyle \mathrm {[B]>1+[A]^{2}} } nestabilní, což způsobuje oscilaci systému. Na rozdíl od systému predátor-kořist oscilace bruselátoru není závislá na počáteční koncentraci reaktantů X a Y. Po určitém čase se navíc oscilace budou limitně blížit uzavřené křivce.

## Příklad
Nejznámějším příkladem je Bělousovova–Žabotinského reakce (příklad chemických hodin), k níž dochází ve směsi bromičnanu draselného, malonové kyseliny a síranu manganatého v prostředí kyseliny sírové. Není bez zajímavosti, že ačkoli sovětští vědci objevili tento chemický oscilátor již v 50. letech, světu byl představen na mezinárodní konferenci v Praze roku 1968.

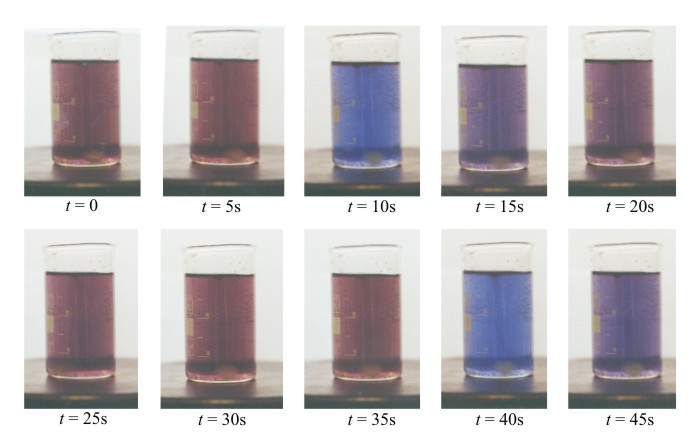
Reakční směs BZ-reakce osciluje v průběhu času

Počítačová modelace BZ-reakce probíhající na Petriho misce